# Insurgencia iraquí (2003-2011)
La resistencia, insurgencia o guerrilla iraquí comprende una serie de movimientos de carácter civil o militar surgidos en Irak, para enfrentar a la ocupación extranjera, tras la invasión a este país árabe por una coalición de tropas de Estados Unidos y una serie de ejércitos de otros países iniciada el 20 de marzo de 2003.
El período de la insurrección ha contado violaciones numerosas de los  por los grupos insurgentes y las fuerzas de coalición. La insurgencia está compuesta por una mezcla diversa de las milicias, combatientes extranjeros, grupos iraquíes de cualquier ideología o mezclas de ambas, todas opuestas a la fuerza multinacional encabezada por EE. UU. que ocupa Irak, incluyendo el apoyo indirecto, como la propaganda o el financiamiento. Aunque todos los grupos combaten en contra de las fuerzas de ocupación también están en conflicto entre ellos por razones étnicas o religiosas. El conflicto tiene tanto las características de una guerra asimétrica como una de desgaste. 
La insurgencia comenzó poco después de la invasión de Irak en 2003 y antes del establecimiento del nuevo gobierno iraquí. Desde al menos 2004, y en mayo de 2007, la insurgencia iba dirigida principalmente contra los ejércitos de la coalición y, más tarde, contra las fuerzas de seguridad iraquíes, vistas como colaboradores de la coalición.
Muchos ataques de militantes se han dirigido a la policía iraquí y las fuerzas militares del gobierno iraquí. Ellos han continuado durante el período de transición en Irak, mientras el gobierno iraquí ha intentado establecerse. Pese a que en la mayoría de las guerra de guerrillas los civiles en general son los más afectados por la violencia, en un informe de febrero-marzo de 2007 el 51% de la población iraquí aprueba los ataques rebeldes contra las fuerzas de la coalición. La misma encuesta indica que en el caso de los árabes sunitas la aprobación alcanzaba el 90%. La sociedad iraquí se encuentra muy dividida, con el apoyo de distintos segmentos de la población a diferentes milicias. 
Para principios del 2006, la resistencia cuenta con unas 30 organizaciones internas en el país, todas de carácter clandestino y algunas de divulgación externa, también de naturaleza clandestina, debido al tipo de enemigo que enfrentan. El 27 de octubre de 2006, el diario al-Quds al-Arabi confirma la creación del Mando Político Unificado de la Resistencia Iraquí (MPURI), representada por 25 personalidades (15 del exterior y 10 del interior de Irak), todas pertenecientes a organizaciones en férrea resistencia contra la ocupación y el gobierno colaboracionista. Se considera como artífice del MPURI al musulmán sufí Izzat Ibrahim al-Douri, el pelirrojo ex primer vicepresidente de Irak con Sadam Huseín y actual Secretario General del cladestino Partido Baaz, verdadero artífice de la resistencia baazista contra ocupación y, pese a ser septuagenario, única "carta de la baraja" de las principales personalidades baazistas que no ha podido ser capturada (pese a haber sido anunciada varias veces su captura, logrando escapar siempre), lo que ha creado una cierta aureola de héroe en torno a su figura. En los últimos años se han unido numerosos grupos de resistencia no baazista en torno al liderazgo de Izzat Ibrahim al-Douri en lo que es actualmente el Frente Islámico Para la Resistencia Iraquí, con fuerte presencia y apoyo en todo Irak. Este grupo, en alianza circunstancial (y de estabilidad dudosa a medio plazo) con los islamistas del ISIS, ha sido el principal responsable de la ofensiva insurgente contra el gobierno de Al Maliki en el primer semestre de 2014 que se ha hecho con el control de más de un tercio del país, siendo baazistas subordinados a Al-Douri los que están gobernando actualmente en gran parte de ese territorio, e incluso en ciudades tan importantes como Faluya, Mosul o Tikrit en las que el apoyo social al ilegal Partido Baaz sigue siendo muy importante incluso en la era post Sadam Huseín.
Desde el 9 de diciembre de 2017, el autoproclamado Estado Islámico, grupo terrorista que controlaba amplias zonas de Irak, fue derrotado en la batalla de Al-Qaim, en el transcurso de la Campaña del oeste de Irak, haciendo que la guerra civil iraquí pase a ser otra vez un conflicto de baja intensidad.

## Milicias combatientes
| Organización | Líderes | Fecha               | Lugar                                                           | Combatientes | Estado actual     |
| --- | --- | ------------------- | --------------------------------------------------------------- | --- | ----------------- |
| Grupos insurgentes | | Desde marzo de 2003 | Todo Irak                                                       | 5.000 (noviembre, 2003) 8.000-12.000 (octubre, 2004) apoyados por 20.000 simpatizantes 40.000 (enero, 2005) apoyados por 200.000 simpatizantes 20.000-30.000 (2006)      | Activos           |
| Baazistas (Principalmente sunitas) | |                     |                                                                 | |                   |
| Fedayines de Sadam (inglés: Fedayeen Saddam) (árabe: فدائيي صدام) Grupo paramilitar | Sadam Huseín | 1995-2003           | Todo Irak                                                       | 10.000-15.000 (1995) 18.000-40.000, hasta 44.000 (2003) | Disuelta          |
| The Return o al-Awda (árabe:العودة) Formado por antiguos miembros del gobierno, del Partido Baaz, de las Fuerzas Armadas y la Guardia Republicana Iraquí                                                                      | Varios destacó el Jeque Abdel Sattar Abu Risha | Desde junio de 2003 | Principalmente Bagdad Norte y centro de Irak                    | 100.000 (agosto, 2003) exmiembros de las FF. AA. (40.000 de la Guardia) 20.000 (2005)                                                                                    | Activa            |
| Consejo de Salvación de Ambar (inglés: Anbar Salvation Council) (árabe: مجلس إنقاذ الأنبار Sahawa Al Anbar) Milicias tribales, baazistas y nacionalistas que terminaron por aliarse con el gobierno iraquí en contra Al-Qaeda | Abdel Sattar Abu Risha | Desde 2006          | Gobernación de Ambar                                            | | Activo            |
| Al-Abud Network | | 2003-2004           | Bagdad Faluya                                                   | | Desaparecido      |
| Milicias sunitas | |                     |                                                                 | |                   |
| Hijos de Irak (Sunni Awakening movement o Sons of Iraq) Milicia tribal sunita aliada del gobierno iraquí | Jeques: Abdul Sattar Buzaigh al-Rishawi † Ali Hatem Ali Sulaiman Abdul-Jabbar Abu Risha                                                                                 | 2005-actual         | Gobernación de Ambar                                            | 100.000 (2005) 94.000 (2006) 72.000 (2009) 52.000 (2010) | Activo            |
| Brigada Revolucionaria 1920 (inglés: 1920 Revolution Brigade) (árabe: كتائب ثورة العشرين) | Hatim al-Zawba’i (2003-2005) | 2003-actual         | Gobernación de Ambar Gobernación de Nínive Gobernación de Diala | | Activo            |
| Frente Islámico para la Resistencia Iraquí (inglés: Islamic Front for the Iraqi Resistance) (árabe: الجبهة الإسلامية للمقاومة العراقية - جامع al-Jabha el-Islamiya lil=Moqawama al-Iraqiya)                                   | Izzat Ibrahim al-Douri, actual Secretario General del Partido Baaz Milicia sunita dirigida por el Partido Baaz, pero que incluye milicianos no necesariamente baazistas | 2004-actual         | Todo Irak                                                       | De difícil estimación, aunque es uno de los principales grupos insurgentes                                                                                               | Activo            |
| Hamás de Irak | | 2007-actual         | Gobernación de Diala                                            | | Activo            |
| Milicias kurdas | |                     |                                                                 | |                   |
| Peshmerga (PDK) (kurdo: پێشمه‌رگه Pêşmerge) Término usado por los kurdos para referirse a combatientes armados kurdos. El término se utiliza oficialmente para las fuerzas de seguridad del Kurdistán iraquí.                  | | 2003-actual         | Kurdistán iraquí                                                | 200.000 (2003) 75.000 (2004) 70.000 (2011) | Activo            |
| PKK | | 1983-actual         | Frontera Irak-Turquía                                           | | Activo            |
| PJAK | | 2004-actual         | Frontera Irak-Irán                                              | | Activo            |
| Milicias de minorías étnicas | |                     |                                                                 | |                   |
| Comité de Protección de Qaraqosh Milicia de los cristianos asirios | Sarkis Aghajan Mamendu Sabah Behnem | 2008-actual         | Gobernación de Nínive                                           | | Activo            |
| Tropa Malik Al-Tawus Milicia yazidista que enfrenta a los insurgentes islamistas que atacan a su gente | | 2007-actual         | Kurdistán iraquí                                                | | Activo            |
| Milicias chiítas | |                     |                                                                 | |                   |
| Ejército de al-Mahdi | Muqtada al-Sadr | 2003-2008           | Bagdad Sur de Irak                                              | 500-1.000 (inicios de 2004) 5.000-6.000 colaboradores 3.000 (abril, 2004) 6.000-10.000 (junio, 2004) 10.000 colaboradores 10.000 (agosto, 2004) 60.000 (diciembre, 2006) | Disuelto          |
| Milicia de Abu Deraa Separada del al-Mahdi, en 2007 se retiraron a Irán | Abu Deraa (Ismail al-Zerjawi Hafidh) | 2006-actual         | Ciudad Sadr, Bagdad Irán                                        | | Activo            |
| Organización Badr Brazo armado del SCIRI | Hadi al-Amiri | 1982-2003 (oficial) | Bagdad Sur de Irak                                              | 4.000-8.000 (fines 1990s) 10.000 (2003) 15.000 (2004) 20.000 (2006) | Activa No oficial |
| Sheibani Network | Abu Mustafa al-Sheibani | 2003-actual         | Bagdad                                                          | 280 (2005) | Activo            |
| Soldados del Cielo (inglés: Soldiers of Heaven) (árabe: جند السماء Jund As-Samaa) | Dia Abdul Zahra Kadim † 2003-2008 | 2003-actual         | Sur de Irak                                                     | 1.000 (2007) | Activo            |
| Grupos especiales (inglés: Special Groups (SGs)) | Muqtada al-Sadr | 2007-actual         | Ciudad Sadr, Bagdad                                             | | Activo            |
| Combatientes extranjeros | |                     |                                                                 | |                   |
| Muyahidines | | Desde 2003          | Todo Irak                                                       | 1.000 (2005) 1.300 (2006) | Activo            |
| Al Qaeda en Irak Estado Islámico de Irak | Abu Musab al Zarqaui † (2004-2006) Abu Ayyub al-Masri † (2006-2010) Huthaifa al-Batawi † (2010-2011)                                                                    | 2003-actual         | Todo Irak                                                       | 1.000 (2005) 12.000 activos (2006) 10.000 resservas 1.000 (2011) | Activo            |